# Mazatl
Mazatl fue un cacique papayeca, un pueblo de habla Nahua en las cercanías del actual Trujillo (Colón), entonces capital de Honduras, fue capturado y ahorcado en 1525 por órdenes de Hernán Cortés, quien quería que dejaran de habitar las sierras para habitar poblados y servirles, se resistieron a la conquista pero fue capturado y ejecutado por las tropas españolas.

## Biografía
Se sabe muy poco de su infancia, pero este inicio  una resistencia en el territorio de la actual ciudad de Trujillo. Su sucesor fue Pizacura, quien también fue capturado y luego liberado, posteriormente los indígenas se sublevaron encabezados por Pizacura y capturaron 100 personas, la capital se trasladó a Trujillo hasta el valle de Naco donde se fundó la nueva capital, la villa de Santa María de la Buena Esperanza.